# Phronia jigongensis
Phronia jigongensis är en tvåvingeart som beskrevs av Wu 1999. Phronia jigongensis ingår i släktet Phronia och familjen svampmyggor. Inga underarter finns listade i Catalogue of Life.